# Arco (musique)

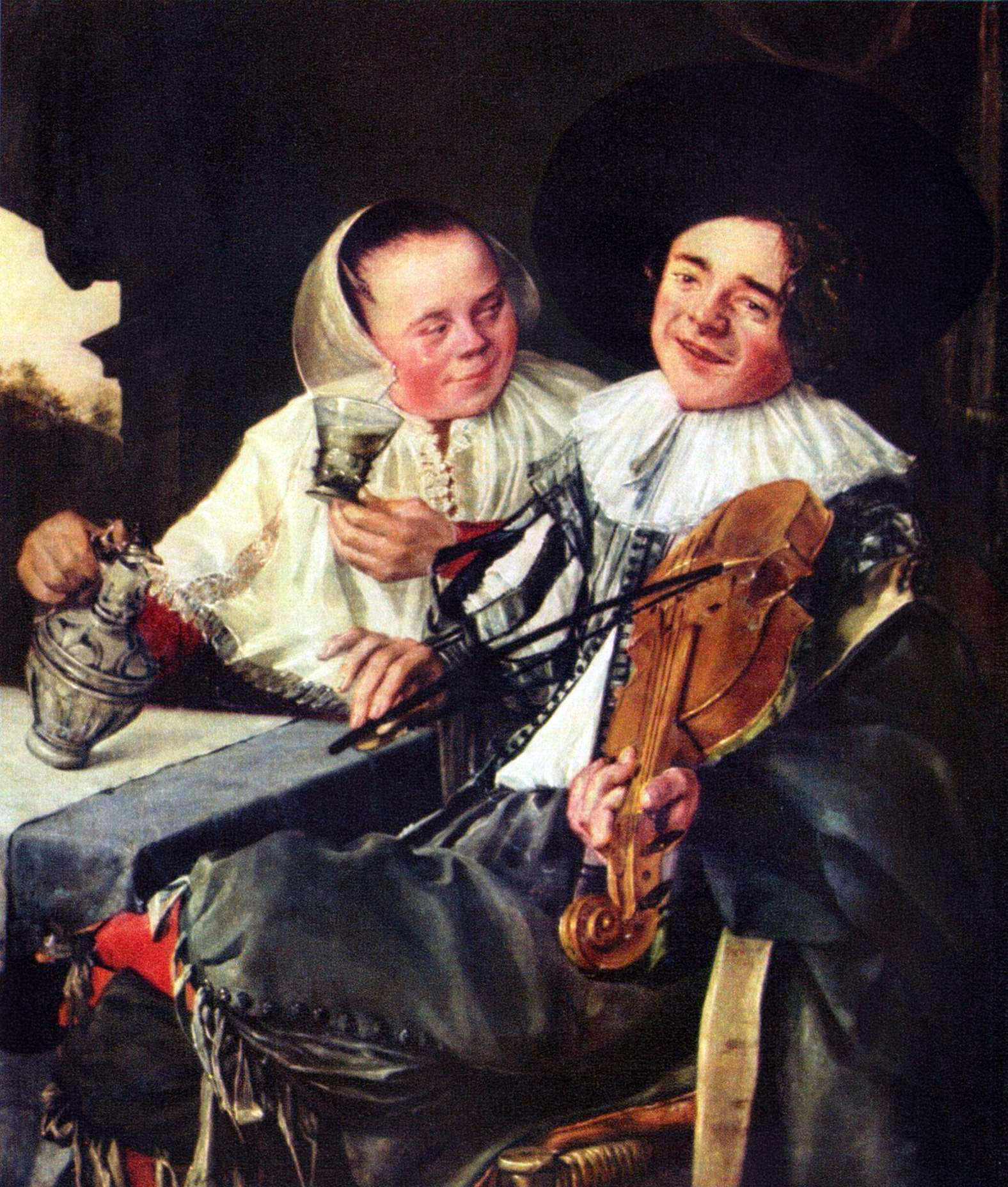
Judith Leyster, jouant d'un instrument à archet.

Pour les articles homonymes, voir Arco.
L'arco est une technique utilisée par les instruments à cordes frottées et à archet. Elle consiste à frotter les cordes avec l'archet, ce qui est le mode le plus courant et par défaut de la plupart de ces instruments. C'est un autre mode que le pizzicato, qui consiste à pincer la corde d'un instrument aux cordes habituellement frottées. Le terme arco est employé généralement sur la partition après l'emploi d'un pizzicato.
L'arco permet de nombreuses techniques : détaché, lié, spiccato, etc.